# Poker en 1994
Cet article résume les événements liés au monde du poker en 1994.

## Tournois majeurs

### World Series of Poker 1994
Russ Hamilton remporte le Main Event.